# Jérôme Neuville
Jérôme Neuville (nascido em 15 de agosto de 1975) é um ciclista francês, campeão mundial de pista em 2001 e 2006.
Neuville teve uma pausa em sua carreira de ciclismo de pista entre 1999 e 2002, período durante o qual ele competiu na estrada como profissional com a equipe Crédit Agricole (de 1999 a 2001), e Cofidis (2002). Cofidis não renovou o contrato de Neuville, então, em 2003, Neuville se juntou ao clube amador, AVC Aix-en-Provence.
Representou França em três olimpíadas, em Sydney 2000, Atenas 2004 e Pequim 2008, mas sem conquistar medalhas.